# Santiago e São Simão de Litém e Albergaria dos Doze
Santiago e São Simão de Litém e Albergaria dos Doze (llamada oficialmente União das Freguesias de Santiago e São Simão de Litém e Albergaria dos Doze) es una freguesia portuguesa del municipio de Pombal, distrito de Leiría.

## Historia
Fue creada el 28 de enero de 2013 en aplicación de una resolución de la Asamblea de la República de Portugal promulgada el 16 de enero de 2013 con la unión de las freguesias de Albergaria dos Doze, Santiago de Litém y São Simão de Litém, pasando su sede a estar situada en la antigua freguesia de Santiago de Litém.

## Demografía
| Gráfica de evolución demográfica de Santiago e São Simão de Litém e Albergaria dos Doze entre 2011 y 2021 |
| |
| Datos según el nomenclátor publicado por el INE portugués.                                                |